# Eustrangalis aeneipennis
Eustrangalis aeneipennis là một loài bọ cánh cứng trong họ Cerambycidae.